# 勞力士Day-Date

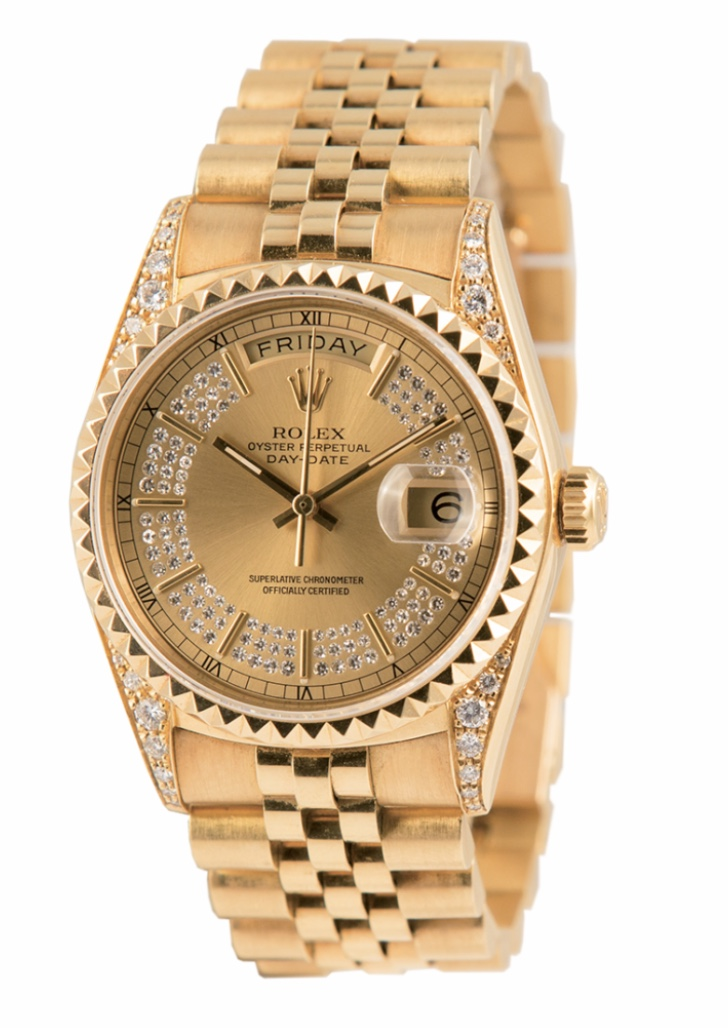
一款純金的勞力士Day-Date

勞力士蠔式恆動Day-Date（英語：Rolex Oyster Perpetual Day-Date）是勞力士生產的一款獲得COSC認證的自動上發條精密手錶。這款手錶最初上市於1956年，是第一款完全顯示星期拼寫的手錶。錶上的日曆提供26種語言。
Day-Date是勞力士的款式之一，僅使用18k黃金、18k白金、18k玫瑰金和鉑金（PT950）製作。

## 勞力士斯特拉
在1970年代，一款名為「塗漆斯特拉（Lacquered Stella）」的Day-Date款式（現通稱為「斯特拉（Stella）」）在中東和亞洲市場上市。斯特拉以其鮮豔、明亮顏色的錶盤而著稱。傳聞這款產品得名於美國畫家弗蘭克·斯特拉。一款漆成黃色的黃金斯特拉在2019年以131,250美元的價格在佳士得拍賣。
2020年時，勞力士提供40mm和36mm兩款Day-Date手錶。

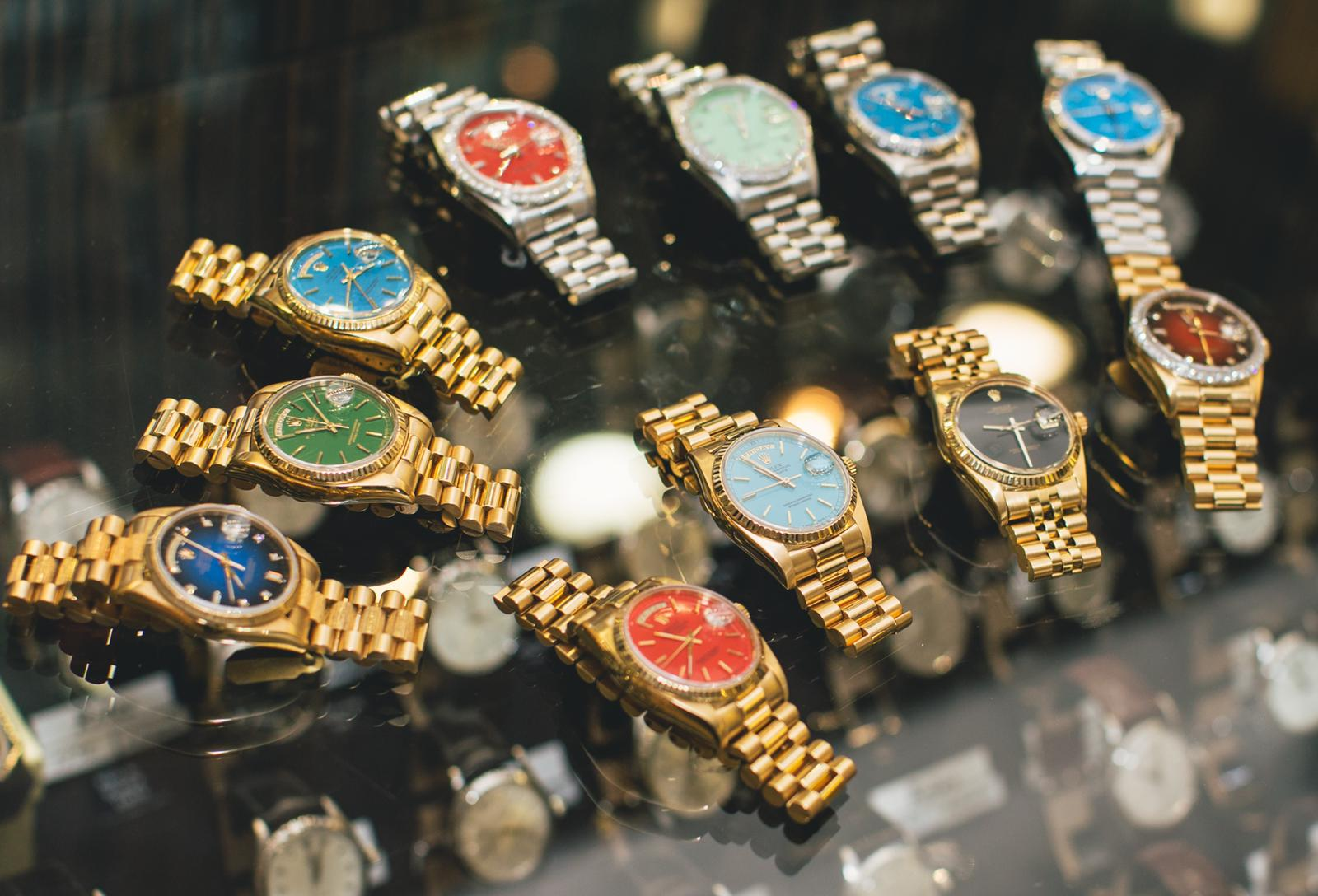
11款不同顏色的勞力士斯特拉

和勞力士Day-Date相同，斯特拉的錶盤上有拼寫完整的日期和星期。但和錶盤顏色為黑色、金色或銀色的標準版Day-Date不同，斯特拉使用紅色、橙色、牛血色、藍色、綠色、綠松石色、桃紅色、鮭紅色、粉色、黃色或紫色。

### 歷史
斯特拉最初在1970年代上市。由於勞力士買家偏好更保守的Day-Date錶盤顏色（如白色、黑色和銀色），而斯特拉顏色太過鮮豔，因此被認為不受歡迎。
由於產量有限，加上勞力士可能因銷量欠佳而銷毀了數款斯特拉，斯特拉在古董手錶收藏家中極具人氣，並且也被認為是勞力士在之後錶盤上使用更鮮豔顏色的靈感來源。
18k金及黃色錶盤的斯特拉被認為是最稀有的款式，其中一款在2019年於佳士得以131,250美元的價格賣出。另一款以27.5萬瑞士法郎的價格在富艺斯售出。其它錶盤顏色和錶帶的款式亦以超過5萬瑞士法郎的價格出售。
2013年，勞力士公開了一款新的Day-Date，使用了色彩鮮豔的皮質錶帶和相配的彩色錶盤。勞力士愛好者亦將其稱為「斯特拉」。
2020年9月，勞力士推出了五款新的蠔式恆動手錶，具有顏色鮮豔明亮的塗漆琺瑯錶盤，類似1970年代最初的斯特拉。